# Pine Lakes Addition
Pine Lakes Addition è un census-designated place (CDP) degli Stati Uniti d'America, situato nello stato della Dakota del sud, nella contea di Minnehaha. Secondo il censimento del 2020 gli abitanti di Pine Lakes Addition ammontavano a 306.